# Llista de topònims de Callús
Llista de topònims (noms propis de lloc) del municipi de Callús, al Bages
Informació actualitzada per un bot. Els canvis manuals es perdran quan s'actualitzi!
| imatge | Nom                           | Ubicat a | instància de | Detalls      | coordenades                                                                          | Protecció | Commons (més fotos) | Dades a WD                    |
| ------ | ----------------------------- | -------- | ------------ | ------------ | ------------------------------------------------------------------------------------ | --------- | ------------------- | ----------------------------- |
|        | Bosc Gran                     | Callús   |              |              | 41° 47′ 58″ N, 1° 47′ 40″ E / 41.79939°N,1.79458°E ca:Camí de Viladelleva.           |           |                     | Modifica les dades a Wikidata |
|        | Camí de Secà                  | Callús   |              | 16th century | 41° 47′ 44″ N, 1° 46′ 53″ E / 41.79558°N,1.78148°E ca:Camí del Cortès. Callús        |           |                     | Modifica les dades a Wikidata |
|        | Canals del Cortès             | Callús   |              | 1883         | 41° 47′ 47″ N, 1° 46′ 22″ E / 41.79646°N,1.77283°E ca:Polígon del Cortès.            |           |                     | Modifica les dades a Wikidata |
|        | Forat de les Ànimes           | Callús   |              | 20th century | 41° 47′ 45″ N, 1° 47′ 41″ E / 41.79587°N,1.79461°E ca:Viladelleva                    |           |                     | Modifica les dades a Wikidata |
|        | Mur de pedra del camí de secà | Callús   |              |              | 41° 47′ 40″ N, 1° 46′ 54″ E / 41.79431°N,1.78158°E ca:Camí del Cortès.Callús         |           |                     | Modifica les dades a Wikidata |
|        | Pla dels Pinyers              | Callús   |              |              | 41° 48′ 01″ N, 1° 45′ 56″ E / 41.8004°N,1.76569°E ca:Hostal Nou                      |           |                     | Modifica les dades a Wikidata |
|        | Serra d'Antius                | Callús   |              |              | 41° 48′ 07″ N, 1° 45′ 21″ E / 41.80195°N,1.75578°E ca:Serra d'Antius                 |           |                     | Modifica les dades a Wikidata |
|        | el Pla de la Tosa             | Callús   |              |              | 41° 47′ 23″ N, 1° 47′ 37″ E / 41.78968°N,1.79374°E ca:Camí de Viladelleva.           |           |                     | Modifica les dades a Wikidata |
|        | el bullidor d'Antius          | Callús   |              |              | 41° 47′ 53″ N, 1° 46′ 04″ E / 41.79801°N,1.76785°E ca:riu Cardener                   |           |                     | Modifica les dades a Wikidata |
|        | els Horts del Cortès          | Callús   |              |              | 41° 47′ 47″ N, 1° 46′ 31″ E / 41.79636°N,1.7753°E ca:Carretera C-55. Km 42,5. Callús |           |                     | Modifica les dades a Wikidata |
|        | l'Alzinar                     | Callús   |              |              | 41° 47′ 49″ N, 1° 47′ 21″ E / 41.79703°N,1.7893°E ca:Camí de Viladelleva.            |           |                     | Modifica les dades a Wikidata |
|        | la riera de Bellver           | Callús   |              |              | 41° 47′ 26″ N, 1° 48′ 02″ E / 41.79047°N,1.80058°E                                   |           |                     | Modifica les dades a Wikidata |

## barraca de vinya
| imatge | Nom                                        | Ubicat a | instància de     | Detalls                     | coordenades                                                                    | Protecció                                  | Commons (més fotos)       | Dades a WD                    |
| ------ | ------------------------------------------ | -------- | ---------------- | --------------------------- | ------------------------------------------------------------------------------ | ------------------------------------------ | ------------------------- | ----------------------------- |
|        | Barraca als camps del Castany              | Callús   | barraca de vinya |                             | 41° 48′ 04″ N, 1° 47′ 22″ E / 41.80115°N,1.78939°E ca:Camí de Can Candela.     |                                            |                           | Modifica les dades a Wikidata |
|        | barraca a la carretera de Sant Mateu (I)   | Callús   | barraca de vinya |                             | 41° 47′ 24″ N, 1° 46′ 29″ E / 41.79012°N,1.77463°E ca:Carretera BV 3003.km1.   |                                            |                           | Modifica les dades a Wikidata |
|        | barraca al Bosc de Can Cavaller            | Callús   | barraca de vinya | 20th century                | 41° 47′ 31″ N, 1° 46′ 20″ E / 41.79184°N,1.77216°E ca:Carretera BV 3003. km2.  |                                            |                           | Modifica les dades a Wikidata |
|        | barraca de la Carretera de Sant Mateu (II) | Callús   | barraca de vinya |                             | 41° 47′ 33″ N, 1° 46′ 27″ E / 41.7926°N,1.77409°E ca:Carretera BV 3003. Km. 1. |                                            |                           | Modifica les dades a Wikidata |
|        | barraca de les Tines Manxons               | Callús   | barraca de vinya | 20th century                | 41° 47′ 16″ N, 1° 46′ 33″ E / 41.7878°N,1.77583°E ca:Carretera BV 3003.        |                                            |                           | Modifica les dades a Wikidata |
|        | barraca de les Tines dels Manxons          | Callús   | barraca de vinya | 19th century                | 41° 47′ 17″ N, 1° 46′ 28″ E / 41.78801°N,1.77437°E ca:Carretera BV 3003.       |                                            |                           | Modifica les dades a Wikidata |
|        | barraca de vinya                           | Callús   | barraca de vinya | Estil: arquitectura popular | 41° 46′ 59″ N, 1° 47′ 35″ E / 41.783067°N,1.793049°E                           | bé integrant del patrimoni cultural català | Barraca de vinya (Callús) | Modifica les dades a Wikidata |
|        | barraca del Bosc Gran                      | Callús   | barraca de vinya | 19th century                | 41° 47′ 56″ N, 1° 47′ 35″ E / 41.79896°N,1.79301°E ca:Bosc Gran.               |                                            |                           | Modifica les dades a Wikidata |
|        | barraca del Camí de la Sal (II)            | Callús   | barraca de vinya |                             | 41° 47′ 43″ N, 1° 46′ 15″ E / 41.79528°N,1.77094°E ca:Camí Ral.                |                                            |                           | Modifica les dades a Wikidata |
|        | barraca del camí de la Sal (I)             | Callús   | barraca de vinya | 19th century                | 41° 47′ 38″ N, 1° 46′ 27″ E / 41.79386°N,1.77427°E ca:Camí Ral. Callús         |                                            |                           | Modifica les dades a Wikidata |

## conjunt d'edificis
| imatge | Nom             | Ubicat a | instància de       | Detalls | coordenades                                                                 | Protecció | Commons (més fotos) | Dades a WD                    |
| ------ | --------------- | -------- | ------------------ | ------- | --------------------------------------------------------------------------- | --------- | ------------------- | ----------------------------- |
|        | El Raval        | Callús   | conjunt d'edificis |         | 41° 47′ 03″ N, 1° 46′ 58″ E / 41.78425°N,1.78285°E ca:El Raval              |           |                     | Modifica les dades a Wikidata |
|        | la Fàbrica Nova | Callús   | conjunt d'edificis | 1895    | 41° 46′ 59″ N, 1° 46′ 49″ E / 41.78314°N,1.78039°E ca:A ponent del Cardener |           |                     | Modifica les dades a Wikidata |

## edifici
| imatge | Nom                                                          | Ubicat a | instància de | Detalls                       | coordenades                                                                                    | Protecció | Commons (més fotos) | Dades a WD                    |
| ------ | ------------------------------------------------------------ | -------- | ------------ | ----------------------------- | ---------------------------------------------------------------------------------------------- | --------- | ------------------- | ----------------------------- |
|        | Caseta del Filador                                           | Callús   | edifici      | 20th century                  | 41° 47′ 16″ N, 1° 46′ 49″ E / 41.78779°N,1.78037°E ca:Bosc del Filador. Callús                 |           |                     | Modifica les dades a Wikidata |
|        | Edifici Ctra C-1410-a, 9                                     | Callús   | edifici      | 1883                          | 41° 47′ 04″ N, 1° 46′ 59″ E / 41.78445°N,1.78292°E ca:Carrer de Cardona, 9. Callús             |           |                     | Modifica les dades a Wikidata |
|        | Escoles Municipals                                           | Callús   | edifici      | 1932                          | 41° 46′ 56″ N, 1° 47′ 05″ E / 41.7822°N,1.78467°E ca:Carrer Jacint Verdaguer, 21-22. Callús    |           |                     | Modifica les dades a Wikidata |
|        | edifici de la Crta. C-1410-a, 49                             | Callús   | edifici      | 1890                          | 41° 46′ 59″ N, 1° 47′ 00″ E / 41.78292°N,1.78329°E ca:Carrer de Cardona, 49. Callús            |           |                     | Modifica les dades a Wikidata |
|        | edifici de la Ctra C-1410-a, 57                              | Callús   | edifici      | 1900                          | 41° 46′ 58″ N, 1° 47′ 00″ E / 41.78266°N,1.78337°E ca:Carrer de Cardona, 57. Callús            |           |                     | Modifica les dades a Wikidata |
|        | edifici de la Ctra. 1410-a, 34                               | Callús   | edifici      | 1930                          | 41° 46′ 58″ N, 1° 46′ 59″ E / 41.78285°N,1.78299°E ca:Carrer de Cardona, 34. Callús            |           |                     | Modifica les dades a Wikidata |
|        | edifici de la Ctra. C-1401-a, 44                             | Callús   | edifici      | 1915                          | 41° 46′ 57″ N, 1° 46′ 59″ E / 41.78251°N,1.78316°E ca:Carrer de Cardona, 44. Callús            |           |                     | Modifica les dades a Wikidata |
|        | edifici de la Ctra. C-1410-a, 12                             | Callús   | edifici      | 1868                          | 41° 47′ 01″ N, 1° 46′ 58″ E / 41.78373°N,1.78275°E ca:Carrer de Cardona, 12. Callús            |           |                     | Modifica les dades a Wikidata |
|        | edifici de la Ctra. C-1410-a, 16                             | Callús   | edifici      | 1900                          | 41° 47′ 01″ N, 1° 46′ 58″ E / 41.78363°N,1.7828°E ca:Carrer de Cardona, 16. Callús             |           |                     | Modifica les dades a Wikidata |
|        | edifici de la Ctra. C-1410-a, 24                             | Callús   | edifici      | 1910                          | 41° 47′ 00″ N, 1° 46′ 58″ E / 41.78334°N,1.78287°E ca:Carrer de Cardona, 24. Callús            |           |                     | Modifica les dades a Wikidata |
|        | edifici de la Ctra. C-1410-a, 26                             | Callús   | edifici      | 1910                          | 41° 47′ 00″ N, 1° 46′ 58″ E / 41.78325°N,1.78289°E ca:Carrer de Cardona, 26. Callús            |           |                     | Modifica les dades a Wikidata |
|        | edifici de la Ctra. C-1410-a, 36                             | Callús   | edifici      | 1900                          | 41° 46′ 58″ N, 1° 46′ 59″ E / 41.78278°N,1.78306°E ca:Carrer de Cardona, 36. Callús            |           |                     | Modifica les dades a Wikidata |
|        | edifici de la Ctra. C-1410-a, 38                             | Callús   | edifici      | 1915                          | 41° 46′ 58″ N, 1° 46′ 59″ E / 41.78275°N,1.78307°E ca:Carrer de Cardona, 38. Callús            |           |                     | Modifica les dades a Wikidata |
|        | edifici de la Ctra. C-1410-a, 40                             | Callús   | edifici      | 1915                          | 41° 46′ 58″ N, 1° 46′ 59″ E / 41.78266°N,1.78311°E ca:Carrer de Cardona, 40. Callús            |           |                     | Modifica les dades a Wikidata |
|        | edifici de la Ctra. C-1410-a, 42                             | Callús   | edifici      | Estil: modernisme català 1915 | 41° 46′ 57″ N, 1° 46′ 59″ E / 41.7826°N,1.78312°E ca:Carrer de Cardona, 42. Callús             |           |                     | Modifica les dades a Wikidata |
|        | edifici de la Ctra. C-1410-a, 43                             | Callús   | edifici      | 1930                          | 41° 46′ 59″ N, 1° 47′ 00″ E / 41.7831°N,1.7832°E ca:Carrer de Cardona, 43. Callús              |           |                     | Modifica les dades a Wikidata |
|        | edifici de la Ctra. C-1410-a, 51                             | Callús   | edifici      | 1910                          | 41° 46′ 58″ N, 1° 47′ 00″ E / 41.78286°N,1.78331°E ca:Carrer de Cardona, 51. Callús            |           |                     | Modifica les dades a Wikidata |
|        | edifici de la Ctra. C-1410-a, 59                             | Callús   | edifici      | 1900                          | 41° 46′ 57″ N, 1° 47′ 00″ E / 41.78261°N,1.78339°E ca:Carrer de Cardona, 59. Callús            |           |                     | Modifica les dades a Wikidata |
|        | edifici del Carrer Baixada Magdalena, 1 i Carrer del Riu, 23 | Callús   | edifici      | 1800                          | 41° 47′ 02″ N, 1° 46′ 59″ E / 41.78401°N,1.78293°E ca:Carrer de Cardona, 23. Callús            |           |                     | Modifica les dades a Wikidata |
|        | edifici del Carrer Dupont, 19                                | Callús   | edifici      | 1900                          | 41° 46′ 57″ N, 1° 47′ 01″ E / 41.7825°N,1.78349°E ca:Carrer Dupont, 19. Callús                 |           |                     | Modifica les dades a Wikidata |
|        | edifici del Carrer Dupont, 21                                | Callús   | edifici      | 1910                          | 41° 46′ 57″ N, 1° 47′ 02″ E / 41.78253°N,1.78379°E ca:Carrer Dupont, 21. Callús                |           |                     | Modifica les dades a Wikidata |
|        | edifici del Carrer Dupont, 27 o Cal Badia                    | Callús   | edifici      | 1915                          | 41° 46′ 58″ N, 1° 47′ 05″ E / 41.78266°N,1.78477°E ca:Carrer Dupont, 27. Callús                |           |                     | Modifica les dades a Wikidata |
|        | edifici del Carrer Jacint Verdaguer, 11                      | Callús   | edifici      | 1930                          | 41° 46′ 58″ N, 1° 47′ 05″ E / 41.78273°N,1.78473°E ca:Carrer Jacint Verdaguer, 11. Callús      |           |                     | Modifica les dades a Wikidata |
|        | edifici del Carrer Jacint Verdaguer, 5                       | Callús   | edifici      | 1910                          | 41° 46′ 58″ N, 1° 47′ 05″ E / 41.78285°N,1.78468°E ca:Carrer Jacint Verdaguer, 5. Callús       |           |                     | Modifica les dades a Wikidata |
|        | edifici del Carrer Jacint Verdaguer, 9                       | Callús   | edifici      | 1930                          | 41° 46′ 58″ N, 1° 47′ 05″ E / 41.78277°N,1.78472°E ca:Carrer Jacint Verdaguer, 9. Callús       |           |                     | Modifica les dades a Wikidata |
|        | edifici del Carrer Montserrat, 3                             | Callús   | edifici      | 1925                          | 41° 46′ 59″ N, 1° 47′ 02″ E / 41.78305°N,1.78387°E ca:Carrer Montserrat, 3. Callús             |           |                     | Modifica les dades a Wikidata |
|        | edifici del Carrer Montserrat, 4                             | Callús   | edifici      | 1920                          | 41° 46′ 59″ N, 1° 47′ 01″ E / 41.78305°N,1.78369°E ca:Carrer Montserrat, 4. Callús             |           |                     | Modifica les dades a Wikidata |
|        | edifici del Carrer Montserrat, 5                             | Callús   | edifici      | 1922                          | 41° 46′ 58″ N, 1° 47′ 02″ E / 41.78266°N,1.78399°E ca:Carrer Montserrat, 5. Callús             |           |                     | Modifica les dades a Wikidata |
|        | edifici del Carrer Montserrat, 6                             | Callús   | edifici      | 1926                          | 41° 46′ 59″ N, 1° 47′ 01″ E / 41.78292°N,1.78374°E ca:Carrer Montserrat, 6. Callús             |           |                     | Modifica les dades a Wikidata |
|        | edifici del Carrer Reverend Josep Puigbó, 15                 | Callús   | edifici      | 1910                          | 41° 47′ 00″ N, 1° 47′ 01″ E / 41.78343°N,1.78372°E ca:Carrer Reverend Josep Puigbó, 15. Callús |           |                     | Modifica les dades a Wikidata |
|        | edifici del Carrer Reverend Josep Puigbó, 21                 | Callús   | edifici      | 1910                          | 41° 47′ 01″ N, 1° 47′ 03″ E / 41.78352°N,1.78425°E ca:Carrer Reverend Josep Puigbó, 21. Callús |           |                     | Modifica les dades a Wikidata |
|        | edifici del Carrer Reverend Josep Puigbó, 4                  | Callús   | edifici      | 1800                          | 41° 46′ 59″ N, 1° 47′ 01″ E / 41.78318°N,1.78359°E ca:Carrer Reverend Josep Puigbó, 4. Callús  |           |                     | Modifica les dades a Wikidata |
|        | edifici del Carrer de Sant Antoni, 17                        | Callús   | edifici      | 1920                          | 41° 47′ 02″ N, 1° 47′ 00″ E / 41.78386°N,1.78323°E ca:Carrer de Sant Antoni, 17. Callús        |           |                     | Modifica les dades a Wikidata |
|        | edifici del Carrer de la Muntanya, 2                         | Callús   | edifici      | 1930                          | 41° 47′ 01″ N, 1° 47′ 01″ E / 41.7837°N,1.78351°E ca:Carrer de la Muntanya, 2. Callús          |           |                     | Modifica les dades a Wikidata |
|        | edifici del Carrer del Riu, 2-4                              | Callús   | edifici      | 1857                          | 41° 47′ 05″ N, 1° 46′ 56″ E / 41.78459°N,1.78235°E ca:Carrer de Cardona, 204. Callús           |           |                     | Modifica les dades a Wikidata |
|        | edifici del Carrer del Riu, 8-10                             | Callús   | edifici      | 1920                          | 41° 47′ 03″ N, 1° 46′ 58″ E / 41.7843°N,1.78267°E ca:Carrer del Riu, 8-10. Callús              |           |                     | Modifica les dades a Wikidata |

## element arquitectònic
| imatge | Nom                                        | Ubicat a | instància de          | Detalls | coordenades                                                                                   | Protecció | Commons (més fotos) | Dades a WD                    |
| ------ | ------------------------------------------ | -------- | --------------------- | ------- | --------------------------------------------------------------------------------------------- | --------- | ------------------- | ----------------------------- |
|        | Escut del Marquès de Palmerola i de Callús | Callús   | element arquitectònic |         | 41° 46′ 52″ N, 1° 47′ 02″ E / 41.78124°N,1.78382°E ca:Can cavaller                            |           |                     | Modifica les dades a Wikidata |
|        | Lletres de Callús                          | Callús   | element arquitectònic | 1998    | 41° 46′ 53″ N, 1° 47′ 03″ E / 41.78132°N,1.78418°E ca:Plaça de l'Ajuntament de Callús. Callús |           |                     | Modifica les dades a Wikidata |
|        | Tines dels Manxons                         | Callús   | element arquitectònic |         | 41° 47′ 15″ N, 1° 46′ 39″ E / 41.78756°N,1.7776°E ca:Carretera BV-3003.                       |           |                     | Modifica les dades a Wikidata |
|        | forn d'obra de Cal Cortès                  | Callús   | element arquitectònic |         | 41° 47′ 45″ N, 1° 46′ 56″ E / 41.79586°N,1.78233°E ca:Camí del Cortès.                        |           |                     | Modifica les dades a Wikidata |
|        | forn de Calç                               | Callús   | element arquitectònic |         | 41° 48′ 06″ N, 1° 47′ 46″ E / 41.80174°N,1.79604°E ca:Camí de Viladelleva.                    |           |                     | Modifica les dades a Wikidata |

## entitat singular de població
| imatge | Nom            | Ubicat a | instància de                                    | Detalls  | coordenades                                                       | Protecció | Commons (més fotos) | Dades a WD                    |
| ------ | -------------- | -------- | ----------------------------------------------- | -------- | ----------------------------------------------------------------- | --------- | ------------------- | ----------------------------- |
|        | Callús         | Callús   | entitat singular de població capital municipal  | 1951 hab | 41° 46′ 58″ N, 1° 47′ 03″ E / 41.782741°N,1.78417978°E 261 msnm   |           |                     | Modifica les dades a Wikidata |
|        | Can Cavaller   | Callús   | entitat singular de població                    | 38 hab   | 41° 47′ 29″ N, 1° 46′ 40″ E / 41.791485°N,1.777852°E 250 msnm     |           |                     | Modifica les dades a Wikidata |
|        | Colònia Antius | Callús   | entitat singular de població colònia industrial | 4 hab    | 41° 48′ 26″ N, 1° 45′ 41″ E / 41.80719167°N,1.76129167°E 263 msnm |           |                     | Modifica les dades a Wikidata |
|        | Viladelleva    | Callús   | entitat singular de població                    | 7 hab    | 41° 49′ 13″ N, 1° 47′ 59″ E / 41.8202°N,1.7997°E 400 msnm         |           |                     | Modifica les dades a Wikidata |
|        | el Cortès      | Callús   | entitat singular de població                    | 69 hab   | 41° 47′ 54″ N, 1° 46′ 25″ E / 41.7983°N,1.77369°E 333 msnm        |           |                     | Modifica les dades a Wikidata |
|        | els Manxons    | Callús   | entitat singular de població                    | 82 hab   | 41° 47′ 09″ N, 1° 46′ 48″ E / 41.78583889°N,1.77995556°E 275 msnm |           |                     | Modifica les dades a Wikidata |

## església
| imatge | Nom                        | Ubicat a | instància de | Detalls                                | coordenades | Protecció                                  | Commons (més fotos)                     | Dades a WD                    |
| ------ | -------------------------- | -------- | ------------ | -------------------------------------- | --- | ------------------------------------------ | --------------------------------------- | ----------------------------- |
|        | Sant Sadurní de Callús     | Callús   | església     | Estil: historicisme arquitectònic 1936 | 41° 46′ 59″ N, 1° 47′ 03″ E / 41.783136°N,1.784215°E ca:Carrer del Reverend Josep Puigbó, 8.                                       | bé integrant del patrimoni cultural català | Sant Sadurní de Callús (església nova)  | Modifica les dades a Wikidata |
|        | Sant Sadurní de Callús     | Callús   | església     | Estil: arquitectura neoclàssica        | 41° 47′ 41″ N, 1° 46′ 50″ E / 41.79468°N,1.780567°E                                                                                | bé integrant del patrimoni cultural català | Sant Sadurní de Callús (església vella) | Modifica les dades a Wikidata |
|        | Santa Maria de Viladelleva | Callús   | església     | Estil: arquitectura romànica 1033      | 41° 49′ 14″ N, 1° 47′ 57″ E / 41.820583°N,1.799164°E 41° 49′ 14″ N, 1° 47′ 58″ E / 41.8206553°N,1.799436°E ca:Camí de Viladelleva. | bé integrant del patrimoni cultural català | Chapel of Santa Maria de Viladelleva    | Modifica les dades a Wikidata |

## font
| imatge | Nom                       | Ubicat a | instància de | Detalls | coordenades                                                            | Protecció | Commons (més fotos) | Dades a WD                    |
| ------ | ------------------------- | -------- | ------------ | ------- | ---------------------------------------------------------------------- | --------- | ------------------- | ----------------------------- |
|        | font d'Antius             | Callús   | font         |         | 41° 48′ 16″ N, 1° 45′ 24″ E / 41.80443°N,1.75658°E ca:Mas Antius.      |           |                     | Modifica les dades a Wikidata |
|        | font de Cal Filosa        | Callús   | font         |         | 41° 47′ 29″ N, 1° 48′ 01″ E / 41.79145°N,1.80033°E ca:riera de Bellver |           |                     | Modifica les dades a Wikidata |
|        | font del Pistó            | Callús   | font         |         | 41° 48′ 12″ N, 1° 45′ 43″ E / 41.8034°N,1.76203°E ca:Camí Ral. Callús  |           |                     | Modifica les dades a Wikidata |
|        | roure de la Font d'Antius | Callús   | font         |         | 41° 48′ 16″ N, 1° 45′ 22″ E / 41.80436°N,1.75598°E ca:Mas d'Antius.    |           |                     | Modifica les dades a Wikidata |

## masia
| imatge | Nom                       | Ubicat a | instància de | Detalls                          | coordenades                                                                                             | Protecció                                  | Commons (més fotos)       | Dades a WD                    |
| ------ | ------------------------- | -------- | ------------ | -------------------------------- | --- | ------------------------------------------ | ------------------------- | ----------------------------- |
|        | Antius                    | Callús   | masia        |                                  | 41° 48′ 19″ N, 1° 45′ 21″ E / 41.8053681612336°N,1.75577598982649°E ca:Camí de la Sal s/n.              |                                            | Masia d'Antius            | Modifica les dades a Wikidata |
|        | Bogadella                 | Callús   | masia        |                                  | 41° 48′ 18″ N, 1° 46′ 08″ E / 41.8049609946062°N,1.76897720622078°E                                     |                                            |                           | Modifica les dades a Wikidata |
|        | Cal Ferrer de Viladelleva | Callús   | masia        |                                  | 41° 49′ 10″ N, 1° 48′ 02″ E / 41.819369°N,1.800495°E                                                    | bé cultural d'interès local                | Cal Ferrer de Viladelleva | Modifica les dades a Wikidata |
|        | Cal Filosa                | Callús   | masia        |                                  | 41° 47′ 33″ N, 1° 47′ 59″ E / 41.7925597356491°N,1.79971227062652°E                                     |                                            |                           | Modifica les dades a Wikidata |
|        | Cal Garriga               | Callús   | masia        |                                  | 41° 47′ 12″ N, 1° 47′ 36″ E / 41.7867732270496°N,1.79329761572554°E ca:Camí de Viladelleva. s/n. Callús |                                            |                           | Modifica les dades a Wikidata |
|        | Cal Jaumet del Racó       | Callús   | masia        |                                  | 41° 47′ 57″ N, 1° 46′ 43″ E / 41.7990647083563°N,1.77855085471914°E                                     |                                            |                           | Modifica les dades a Wikidata |
|        | Cal Joandó                | Callús   | masia        |                                  | 41° 46′ 48″ N, 1° 46′ 45″ E / 41.7800949897399°N,1.77925991155255°E                                     |                                            |                           | Modifica les dades a Wikidata |
|        | Cal Magre                 | Callús   | masia        | 18th century                     | 41° 47′ 07″ N, 1° 47′ 30″ E / 41.785377121764°N,1.79157885833353°E ca:Camí de Viladelleva s/n. Callús   |                                            |                           | Modifica les dades a Wikidata |
|        | Cal Moixí                 | Callús   | masia        |                                  | 41° 47′ 12″ N, 1° 47′ 39″ E / 41.7867811875302°N,1.79405562919892°E                                     |                                            |                           | Modifica les dades a Wikidata |
|        | Cal Morales               | Callús   | masia        |                                  | 41° 46′ 58″ N, 1° 46′ 47″ E / 41.7827381739802°N,1.77965501368238°E                                     |                                            |                           | Modifica les dades a Wikidata |
|        | Cal Nenus                 | Callús   | masia        | 1879                             | 41° 48′ 12″ N, 1° 45′ 52″ E / 41.8034443516986°N,1.76445609048396°E ca:C-1410                           |                                            |                           | Modifica les dades a Wikidata |
|        | Cal Pasqual               | Callús   | masia        |                                  | 41° 48′ 53″ N, 1° 48′ 10″ E / 41.8148022434681°N,1.80276442309926°E                                     |                                            |                           | Modifica les dades a Wikidata |
|        | Cal Pobletà               | Callús   | masia        |                                  | 41° 47′ 48″ N, 1° 46′ 36″ E / 41.7966845410138°N,1.77663415940768°E                                     |                                            |                           | Modifica les dades a Wikidata |
|        | Cal Tinarro               | Callús   | masia        |                                  | 41° 46′ 49″ N, 1° 47′ 37″ E / 41.7803558159248°N,1.79371877917292°E                                     |                                            |                           | Modifica les dades a Wikidata |
|        | Cal Torrenter             | Callús   | masia        | 1848                             | 41° 49′ 14″ N, 1° 48′ 00″ E / 41.8205284108788°N,1.79997268842686°E ca:Camí de Viladelleva, s/n. Callús |                                            |                           | Modifica les dades a Wikidata |
|        | Cal Vador                 | Callús   | masia        |                                  | 41° 48′ 36″ N, 1° 47′ 25″ E / 41.8099508268724°N,1.79017805458902°E                                     |                                            |                           | Modifica les dades a Wikidata |
|        | Cal Vaquer                | Callús   | masia        |                                  | 41° 47′ 54″ N, 1° 46′ 39″ E / 41.7983248111021°N,1.77757791497771°E                                     |                                            |                           | Modifica les dades a Wikidata |
|        | Can Candela               | Callús   | masia        | 18th century                     | 41° 48′ 34″ N, 1° 47′ 27″ E / 41.809507°N,1.790818°E ca:Can Candela.                                    |                                            |                           | Modifica les dades a Wikidata |
|        | Cogoma                    | Callús   | masia        | 1639                             | 41° 48′ 21″ N, 1° 48′ 09″ E / 41.805837755819°N,1.80249798996543°E ca:Camí de Viladelleva s/n. Callús   |                                            |                           | Modifica les dades a Wikidata |
|        | Masia de Cal Cortès       | Callús   | masia        |                                  | 41° 47′ 49″ N, 1° 46′ 53″ E / 41.7970224606056°N,1.78130982899978°E                                     |                                            |                           | Modifica les dades a Wikidata |
|        | Riera (Cal Cavaller)      | Callús   | masia        |                                  | 41° 47′ 24″ N, 1° 46′ 44″ E / 41.78992°N,1.77897°E ca:Carretera C1410-a. s/n. Callús                    |                                            |                           | Modifica les dades a Wikidata |
|        | el Cortés                 | Callús   | masia        | 1528                             | 41° 47′ 49″ N, 1° 46′ 54″ E / 41.79684°N,1.78165°E ca:Camí del Cortès.                                  |                                            |                           | Modifica les dades a Wikidata |
|        | el Guix                   | Callús   | masia        | 1878                             | 41° 48′ 09″ N, 1° 45′ 54″ E / 41.8025504643153°N,1.76508716593603°E ca:marge est del Cardener           |                                            |                           | Modifica les dades a Wikidata |
|        | l'Hostal Nou              | Callús   | masia        | 1798                             | 41° 48′ 04″ N, 1° 45′ 51″ E / 41.8010285839575°N,1.76427380179759°E ca:Camí Ral, s/n. Callús            |                                            |                           | Modifica les dades a Wikidata |
|        | la Fàbrica Nova           | Callús   | masia        |                                  | 41° 47′ 04″ N, 1° 46′ 47″ E / 41.7845391661867°N,1.77962085841748°E                                     |                                            |                           | Modifica les dades a Wikidata |
|        | la Portella Vella         | Callús   | masia        |                                  | 41° 47′ 31″ N, 1° 46′ 07″ E / 41.7918791704244°N,1.76860173778232°E                                     |                                            |                           | Modifica les dades a Wikidata |
|        | la Tosa                   | Callús   | masia        |                                  | 41° 47′ 32″ N, 1° 47′ 48″ E / 41.792145357656°N,1.7965388640326°E                                       |                                            |                           | Modifica les dades a Wikidata |
|        | la Tosa                   | Callús   | masia        |                                  | 41° 47′ 28″ N, 1° 47′ 25″ E / 41.79098°N,1.79033°E ca:Camí de Viladelleva s/n. Callús                   |                                            |                           | Modifica les dades a Wikidata |
|        | les Tines                 | Callús   | masia        |                                  | 41° 48′ 22″ N, 1° 48′ 07″ E / 41.8061935632904°N,1.80207003450857°E                                     |                                            |                           | Modifica les dades a Wikidata |
|        | mas Gras                  | Callús   | masia        | Estil: arquitectura popular 1905 | 41° 48′ 26″ N, 1° 46′ 51″ E / 41.807284°N,1.780966°E ca:Camí de cal Gras Vell, Callús 359 msnm          | bé integrant del patrimoni cultural català | Mas Gras                  | Modifica les dades a Wikidata |

## nucli de població
| imatge | Nom          | Ubicat a            | instància de                                           | Detalls | coordenades                                                                | Protecció | Commons (més fotos) | Dades a WD                    |
| ------ | ------------ | ------------------- | ------------------------------------------------------ | ------- | -------------------------------------------------------------------------- | --------- | ------------------- | ----------------------------- |
|        | Bogadella    | Callús el Cortès    | nucli de població nucli d'entitat singular de població | 12 hab  | 41° 48′ 18″ N, 1° 46′ 09″ E / 41.804905°N,1.769198°E 336 msnm              |           |                     | Modifica les dades a Wikidata |
|        | Buenos Aires | Callús Can Cavaller | nucli de població nucli d'entitat singular de població | 18 hab  | 41° 47′ 36″ N, 1° 46′ 40″ E / 41.79321°N,1.77778°E 250 msnm                |           |                     | Modifica les dades a Wikidata |
|        | Pobletà      | Callús el Cortès    | nucli de població nucli d'entitat singular de població | 1 hab   | 41° 47′ 44″ N, 1° 46′ 38″ E / 41.795543970435°N,1.7772179161122°E 275 msnm |           |                     | Modifica les dades a Wikidata |

## polígon industrial
| imatge | Nom                             | Ubicat a | instància de       | Detalls | coordenades                                                         | Protecció | Commons (més fotos) | Dades a WD                    |
| ------ | ------------------------------- | -------- | ------------------ | ------- | ------------------------------------------------------------------- | --------- | ------------------- | ----------------------------- |
|        | Polígon industrial Can Cavaller | Callús   | polígon industrial |         | 41° 47′ 31″ N, 1° 46′ 37″ E / 41.7920309111406°N,1.77690319111333°E |           |                     | Modifica les dades a Wikidata |
|        | Polígon industrial Can Cortès   | Callús   | polígon industrial |         | 41° 47′ 53″ N, 1° 46′ 21″ E / 41.7981074058811°N,1.77239434142533°E |           |                     | Modifica les dades a Wikidata |
|        | Polígon industrial Els Manxons  | Callús   | polígon industrial |         | 41° 47′ 14″ N, 1° 46′ 44″ E / 41.7873065545551°N,1.77899071743408°E |           |                     | Modifica les dades a Wikidata |

## pont
| imatge | Nom                      | Ubicat a                        | instància de | Detalls            | coordenades                                                        | Protecció | Commons (més fotos) | Dades a WD                    |
| ------ | ------------------------ | ------------------------------- | ------------ | ------------------ | ------------------------------------------------------------------ | --------- | ------------------- | ----------------------------- |
|        | Pont de Callús           | Sant Joan de Vilatorrada Callús | pont         |                    | 41° 46′ 45″ N, 1° 47′ 16″ E / 41.7790679378684°N,1.7877385081479°E |           |                     | Modifica les dades a Wikidata |
|        | Pont de la Carretera     | Callús                          | pont         | Travessa: Cardener | 41° 47′ 06″ N, 1° 46′ 54″ E / 41.785055°N,1.781579°E               |           |                     | Modifica les dades a Wikidata |
|        | passarel·la del Cardoner | Callús                          | pont         | Travessa: Cardener | 41° 47′ 06″ N, 1° 46′ 53″ E / 41.784981°N,1.781511°E               |           |                     | Modifica les dades a Wikidata |

## Misc
| imatge | Nom                                   | Ubicat a       | instància de      | Detalls                                         | coordenades | Protecció                                            | Commons (més fotos) | Dades a WD                    |
| ------ | ------------------------------------- | -------------- | ----------------- | ----------------------------------------------- | --- | ---------------------------------------------------- | ------------------- | ----------------------------- |
|        | Cardener                              | Solsonès Bages | curs d'aigua      | Desemboca: Llobregat Llarg: 87km Conca: 1374km² | 42° 10′ 54″ N, 1° 34′ 44″ E / 42.181581°N,1.578805°E 41° 40′ 47″ N, 1° 51′ 10″ E / 41.679718°N,1.852642°E      |                                                      | Cardener River      | Modifica les dades a Wikidata |
|        | Puig-Atert                            | Callús         | vèrtex geodèsic   | Alt: 1.2m                                       | 41° 48′ 50″ N, 1° 47′ 08″ E / 41.813924°N,1.785544°E 522.687 msnm                                              |                                                      |                     | Modifica les dades a Wikidata |
|        | Puig-alter                            | Callús Súria   | muntanya          |                                                 | 41° 48′ 50″ N, 1° 47′ 08″ E / 41.81393°N,1.785542°E 522 msnm                                                   |                                                      | Puig-alter          | Modifica les dades a Wikidata |
|        | Resclosa del Cortès                   | Callús         | resclosa          | 1883                                            | 41° 47′ 54″ N, 1° 46′ 03″ E / 41.79828°N,1.7674°E ca:Polígons del Cortès. A la llera del Riu Cardener. Callús. |                                                      |                     | Modifica les dades a Wikidata |
|        | Tines de Can Candela                  | Callús         | tina              | Estil: arquitectura popular                     | 41° 48′ 35″ N, 1° 47′ 26″ E / 41.809602°N,1.790673°E ca:mas Candela                                            | bé integrant del patrimoni cultural català           |                     | Modifica les dades a Wikidata |
|        | bosc del Filador                      | Callús         | bosc              |                                                 | 41° 47′ 18″ N, 1° 46′ 48″ E / 41.78829°N,1.77998°E ca:Carrer dels Manxons.Callús                               |                                                      |                     | Modifica les dades a Wikidata |
|        | casa consistorial de Callús           | Callús         | casa consistorial |                                                 | 41° 46′ 52″ N, 1° 47′ 02″ E / 41.7811802°N,1.783947°E                                                          |                                                      |                     | Modifica les dades a Wikidata |
|        | castell de Callús                     | Callús         | castell           |                                                 | 41° 47′ 39″ N, 1° 46′ 46″ E / 41.79416667°N,1.77944444°E                                                       | bé d'interès cultural bé cultural d'interès nacional | Castell de Callús   | Modifica les dades a Wikidata |
|        | cementiri de Callús                   | Callús         | cementiri         |                                                 | 41° 47′ 42″ N, 1° 46′ 55″ E / 41.795038111075°N,1.78188903993825°E                                             |                                                      |                     | Modifica les dades a Wikidata |
|        | cobert de la Tosa                     | Callús         | cabana            |                                                 | 41° 47′ 33″ N, 1° 47′ 27″ E / 41.7923860590826°N,1.79088154276147°E                                            |                                                      |                     | Modifica les dades a Wikidata |
|        | horts municipals                      | Callús         | hort              | 20th century                                    | 41° 46′ 39″ N, 1° 47′ 01″ E / 41.77761°N,1.7836°E ca:oest del municipi                                         |                                                      |                     | Modifica les dades a Wikidata |
|        | pi de les set branques o Els set pins | Callús         | arbre singular    |                                                 | 41° 48′ 05″ N, 1° 47′ 48″ E / 41.80142°N,1.79674°E ca:bosc Gran                                                |                                                      |                     | Modifica les dades a Wikidata |